# شاخ‌چنگی

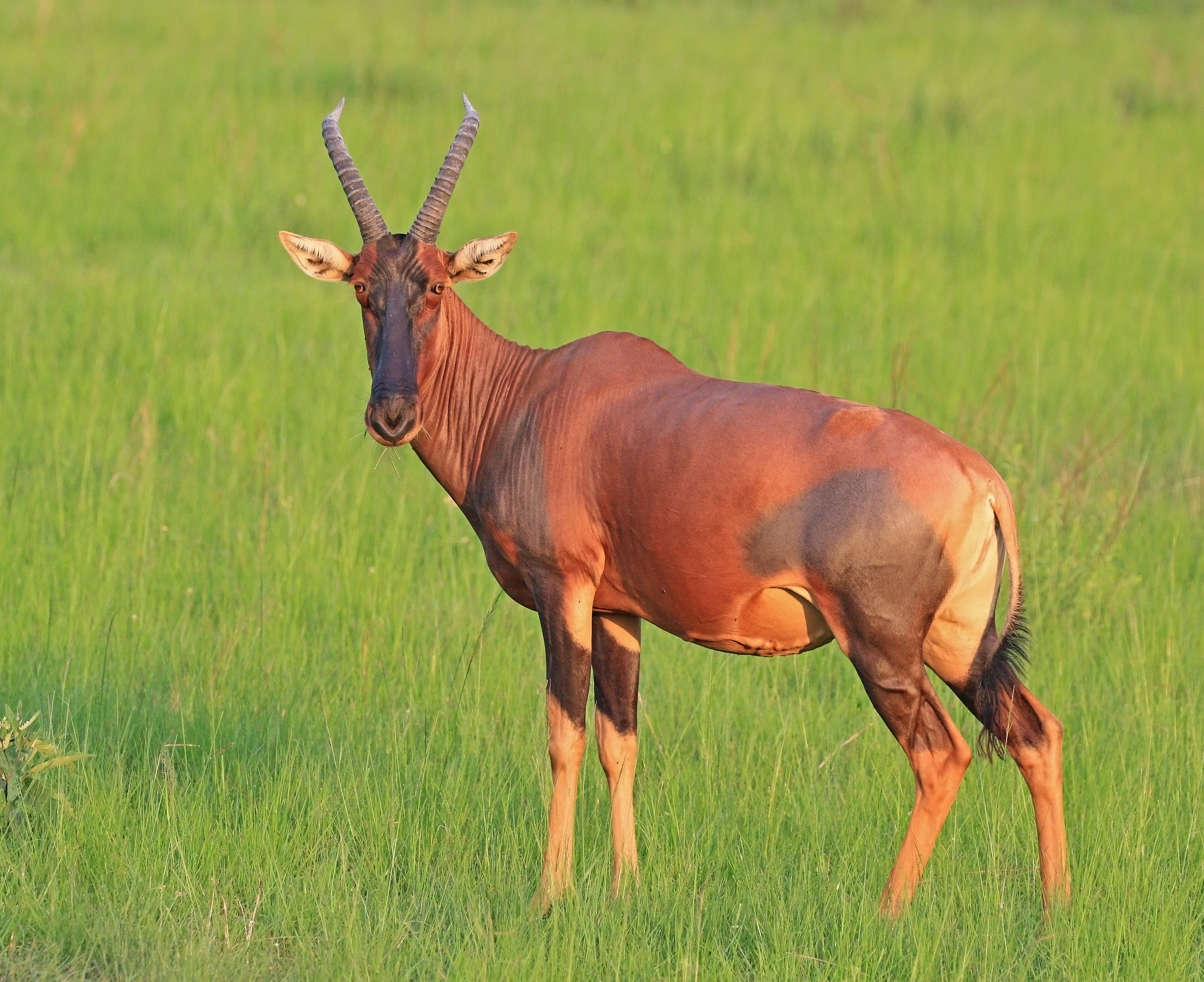
نگاره‌ای از یک شاخ‌چنگی ماده در پارک ملی ملکه الیزابت، واقع در استان غربی اوگاندا.

شاخ‌چنگی (نام علمی: Damaliscus lunatus) نام یک گونه از سرده شاخ‌چنگی است.